# Торрі-ді-Куартезоло
Торрі-ді-Куартезоло (італ. Torri di Quartesolo, вен. Tóri de Quartexoło) — муніципалітет в Італії, у регіоні Венето, провінція Віченца.
Торрі-ді-Куартезоло розташоване на відстані близько 410 км на північ від Рима, 60 км на захід від Венеції, 7 км на південний схід від Віченци.
Населення — 11 885 осіб (2014).
Щорічний фестиваль відбувається 19 червня. Покровитель — SS. Gervaso e Protasio.

## Демографія
Населення за роками:

Станом на 1 січня 2023 року в муніципалітеті офіційно проживало 1059 іноземців з 60 країн, серед них 299 громадян країн Євросоюзу та 30 громадян України.

## Сусідні муніципалітети
- Гаццо
- Грумоло-делле-Аббадессе
- Лонгаре
- Куїнто-Вічентіно
- Віченца